# Torsten Löwbeer
Torsten Löwbeer, född 14 december 1920 i Adolf Fredriks församling, Stockholm, död 30 oktober 2009 i Nacka församling, var en svensk jurist.

## Utbildning
Torsten Löwbeer avlade juris kandidatexamen i Stockholm 1946 och gjorde tingstjänstgöring 1946–1949. 

## Karriär
Löwbeer blev fiskal i Svea hovrätt 1950, var vattenrättssekreterare 1951–1954 och assessor 1957. Han var sekreterare i statens tobaksnämnd 1956–1960, i första lagutskottet 1959–1960 och sakkunnig i Justitiedepartementet 1960. Löwbeer hade utredningsuppdrag för Handelsdepartementet, Finansdepartementet, Utbildningsdepartementet, Industridepartementet och Utrikesdepartementet. Löwbeer utnämndes till hovrättsråd 1966. Han blev lagbyråchef vid Handelsdepartementet 1960 och departementsråd där 1965. Han var rättschef vid Utbildningsdepartementet 1966–1969 och näringsfrihetsombudsman 1970–1985.
Löwbeer var styrelseledamot i Svenska Filminstitutet 1966–1982, ordförande i Granskningsnämnden för försvarsuppfinningar 1970–1989, i stiftelsen Elektronmusikstudion 1970–1975, i Riksidrottsnämnden 1971–1987, i direktionen för Handelshögskolan i Stockholm 1975–1991, i OECD:s konkurrenskommitté 1978–1985 och i Svenska Filminstitutets långfilmsgarantinämnder 1982–1991. Han var samordnare för handelshinder och konkurrensfrågor i Sverige–EG–EFTA 1986–1990 samt ledamot i rådgivande styrgruppen för City Mail från 1991. Han utsågs av Sveriges regering till ordförande för Handelshögskolan i Stockholms direktion,  Handelshögskolan i Stockholms högsta verkställande organ, 1975–1991.

## Familj
Torsten Löwbeer gifte sig 1950 med gymnastikdirektör Siv Dahlgren. Han var son till generaldirektör Nils Löwbeer och bror till generaldirektören och universitetskanslern Hans Löwbeer.